# タシ航空
ブータン・エアラインズ (英: Bhutan Airlines) はブータン王国では初の民間航空会社である。運航会社名はTashi Air Pvt. Ltd.（タシ・エア）である。

## 歴史
2011年12月7日に、Tashi Air Pvt. Ltd. がタシグループによって設立された。同年12月18日から、 en:Pilatus PC-12によって、パロとジャカルおよびタシガンを結ぶ二路線に就航していた。
2013年10月には、エアバスA320（150席）によってバンコク、コルカタに就航した。

## 就航地
- ブータン：パロ
- インド：デリー
- タイ：バンコク/スワンナプーム
- ネパール：カトマンズ

2023年現在

## 保有機材

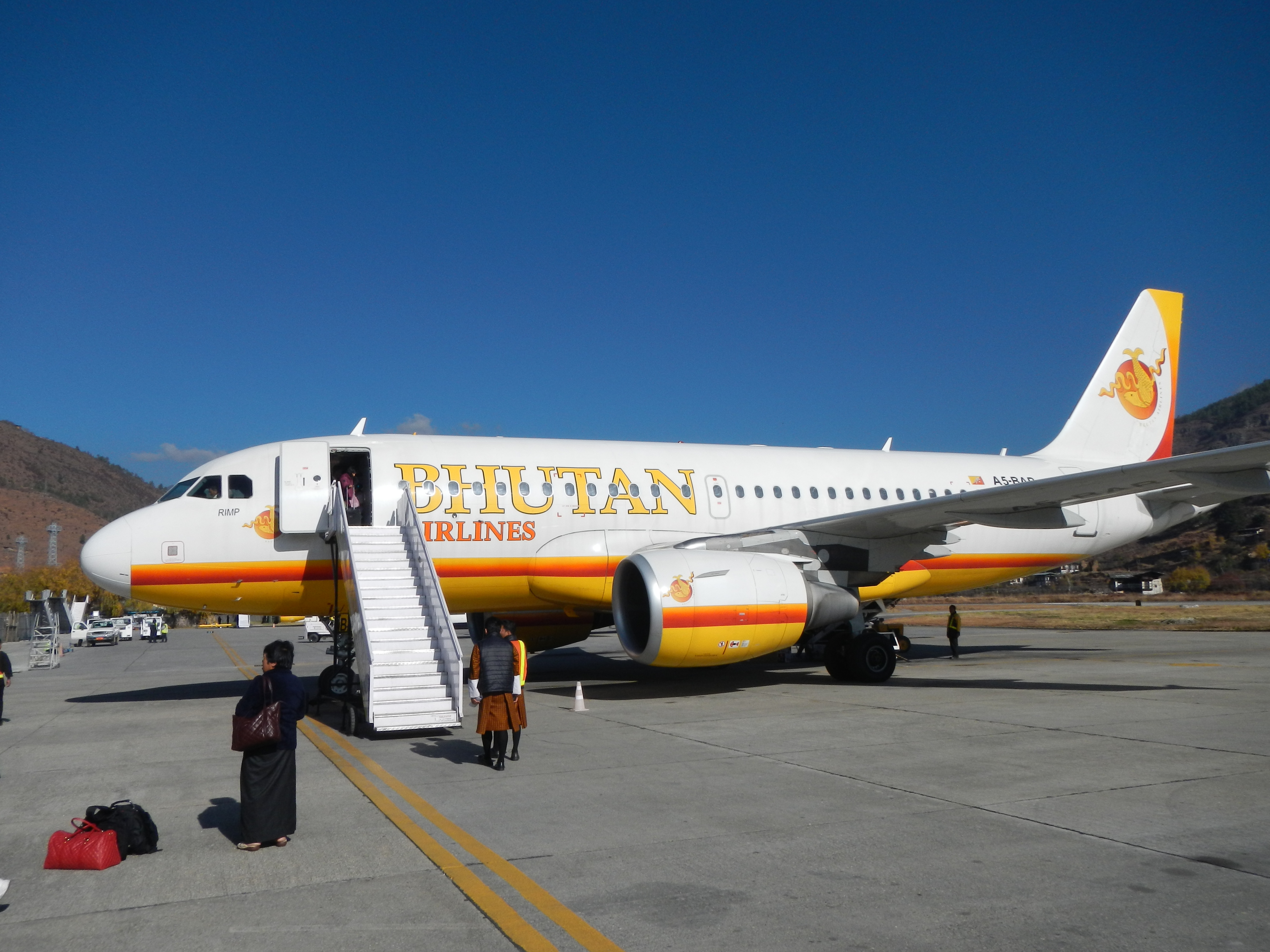
ブータン・エアラインズのエアバスA319

- エアバスA319 (126席[5]) : 2機

2023年現在